# Моралес, Эктор
Эктор Моралес (исп. Hector Miguel Morales Llanas; родился 3 мая 1985 года в Монтеррее, Мексика) — мексиканский футболист. Защитник.

## Клубная карьера

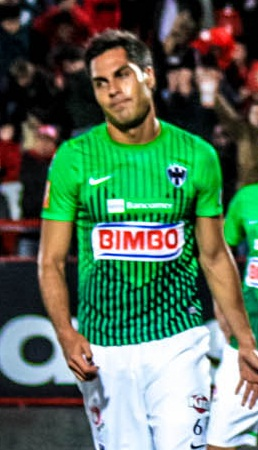
Моралес в составе «Монтеррея»

Моралес является воспитанником молодёжной академии «Монтеррея». В сезоне 2004/05 Эктор был отдан на правах аренды в клуб второго мексиканского дивизиона «Кобрас». За команду защитник провел 33 матча и забил 2 мяча. В 2005 году тренер «полосатых» Мигель Эррера, возвращает Эктора в «Монтеррей». 26 августа 2006 года в матче против «Атланте», Моралес дебютирует в мексиканской премьере. Из-за высокой конкуренции в основе за два года защитник принимает участие лишь в двух матчах, после чего снова отправляется в аренду в команду второго дивизиона «Реал Колима». В новой команде, он выходит на поле в 25 матчах и забивает 3 гола.
После возвращения в «Монтеррей», Эктор выступает в основном за дублирующий состав. В 2009 году он становится чемпионом Клаусуры, не сыграв ни одного матча за клуб. Моралес получает чемпионские медали, лишь потому, что внесен в заявку на сезон.
Начиная с сезоне 2009/10 Эктор завоевывает место в основе и постепенно становится основным защитником команды.
16 января 2010 года в матче против «Индиос» Моралес забивает свой первый гол за «Монтеррей» и помогает свой команде одержать крупную победу, 4-0. По итогам сезона Апертуры 2010 Эктор становится двукратным чемпионом страны.
В следующем году, он помогает своей команде праздновать победу в Лиге Чемпионов КОКАКАФ, а через год с его помощью клуб защищает это звание.

## Достижения
«Монтеррей»
- Лига Чемпионов КОНКАКАФ — 2010/2011
- Лига Чемпионов КОНКАКАФ — 2011/2012
- Чемпионат Мексики по футболу — Апертура 2009
- Чемпионат Мексики по футболу — Апертура 2010
- Чемпионат Мексики по футболу — Клаусура 2012